# Hellschreiber

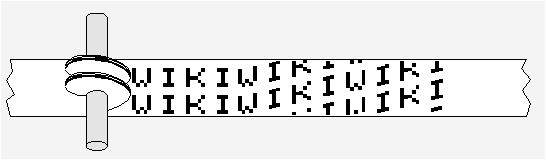

El Hellschreiber, Feldhelschreiber o Typenbildfeldfernschreiber (anomenat així pel seu inventor Rudolf Hell) és un teleimpressor basat en el mateix principi d'un facsímil inventat per Rudolf Hell . En comparació amb els teleimpressors contemporanis que es basaven en el principi d'una màquina d'escriure i eren mecànicament complexes i cars, el Hellschreiber era molt més senzill i robust, amb moltes menys peces mòbils.Tenia l'avantatge afegit de ser capaç de proporcionar una comunicació intel·ligible fins i tot mitjançant enllaços de ràdio o cable de molt baixa qualitat, on la veu o altres dades serien inintel·ligibles.
El dispositiu es va desenvolupar per primera vegada a finals de la dècada de 1920 i es va utilitzar a partir de la dècada de 1930, principalment per als serveis de premsa de telèfon fix. Durant la Segona Guerra Mundial, sovint va ser utilitzat per l'exèrcit alemany juntament amb el sistema de xifratge Enigma . A l'era de la postguerra, es va fer cada cop més comú entre els serveis de notícies,  i es va utilitzar en aquest rol fins ben entrada la dècada de 1980. Avui dia, el Hellschreiber és utilitzat com a mitjà de comunicació pels operadors de ràdio aficionats mitjançant ordinadors i targetes de so; el mode resultant s'anomena Hellschreiber, Feld-Hell o simplement Hell .

## Funcionament
| A sample Hellschreiber transmission                                                                 |
| |
| The text "Welcome to Wikipedia, the free encyclopedia that anyone can edit." sent as Hellschreiber. |
| |

L'aparell Hellschreiber envia una línia de text com una sèrie de columnes verticals. Cada columna es divideix verticalment en una sèrie de píxels, normalment utilitzant una quadrícula de 7 per 7 píxels per representar caràcters. Aleshores, les dades d'una línia s'envien al receptor com una sèrie de senyals d'encès/apagat, utilitzant una varietat de formats segons el mitjà, però normalment a una velocitat de 112,5 bauds .
A l'extrem del receptor, s'introdueix una cinta de paper a una velocitat constant sobre un corró. Situat a sobre del corró hi ha un cilindre giratori amb petites marques a la superfície seguint un patró helicoïdal . El senyal rebut s'amplifica i s'envia a un actuador magnètic que tira el cilindre cap avall cap al corró, colpejant un punt a la superfície del paper. Un Hellschreiber imprimeix cada columna rebuda dues vegades, una sobre l'altra. Això és per compensar els errors de sincronització lleus que sovint estan presents en els equips i fa que el text s'inclini. El text rebut pot semblar dos textos idèntics impresos l'un sobre l'altre, o una línia de text que surt al mig, amb línies retallades per sobre i per sota. En qualsevol cas, sempre es pot llegir tota la carta rebuda completa.
La màquina Hellschreiber original era un dispositiu mecànic, de manera que era possible enviar "mig píxel". Els extrems drets dels bucles a B, per exemple, es podrien desplaçar una mica per millorar la llegibilitat. En qualsevol cas, qualsevol impuls de senyal  no pot durar menys de 8 ms, però, tant per haver de restringir l'ample de banda ocupat a la ràdio, com també per motius que tenen a veure amb el disseny mecànic de la màquina receptora.
Millores que es van produir com a resultat de diferents modificacions del programa:
- Representant el senyal rebut com a tons de gris en lloc de monocrom, fent que sigui molt més fàcil llegir els senyals febles.
- Canviant a un tipus de lletra diferent. Aquí hi ha un mode que és realment internacional i independent dels jocs de caràcters: qualsevol cosa que es pugui representar com a marques dins d'una graella de 7 píxels d'alçada, es pot transmetre per aire.

## Variants
Hellschreiber també ha generat una sèrie de variants al llarg dels anys, moltes d'elles a causa dels esforços dels radioaficionats dels anys noranta. Exemples:
- PSK Hell codifica la brillantor d'un píxel a la fase portadora en lloc de l'amplitud. En sentit estricte, està codificat en el canvi de fase ( teclat de canvi de fase diferencial): una fase sense canvis al començament d'un píxel significa blanc i una fase invertida significa negre. Funciona a 105 o 245 baud.
- FM Hell (o FSK Hell) utilitza la modulació de freqüència amb un control acurat de la fase, essencialment la tecla de desplaçament mínim . La variant més comuna és FSK Hell-105.
- Duplo Hell és un mode de to dual que envia dues columnes alhora a diferents freqüències (980 Hz i 1225/1470 Hz).
- C/MT Hell o Hell multiton simultani envia totes les files al mateix temps utilitzant tons a diferents freqüències. La transmissió es pot llegir mitjançant una pantalla FFT o una trama en cascada . Permet altes resolucions.
- S/MT Hell o seqüencial multiton Hell és com C/MT però només envia un to (per a una fila) alhora. Com a resultat, els caràcters rebuts tenen una mica d'inclinació, semblen una font obliqua.

### Slowfeld

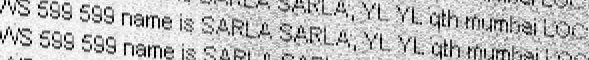
Els errors de temps lleus es compensen imprimint cada línia dues vegades.

Slowfeld és un programa experimental de comunicació de banda estreta que fa ús del principi Hellschreiber – requerint que l'emissor i el receptor utilitzin la mateixa velocitat d'exploració de columna. Les dades s'envien a un ritme molt lent i es reben mitjançant una rutina de transformació ràpida de Fourier que ofereix una amplada de banda de diversos Hz. Sempre que la sintonització estigui dins de diversos amples de banda del senyal, apareixerà el resultat. La velocitat de transmissió és d'uns 3, 1,5 i 0,75 caràcters per segon. Slowfeld, juntament amb modes similars com el codi Morse QRSS molt lent, es pot utilitzar quan tots els altres mètodes de comunicació fallen.

## Mitjans de comunicació

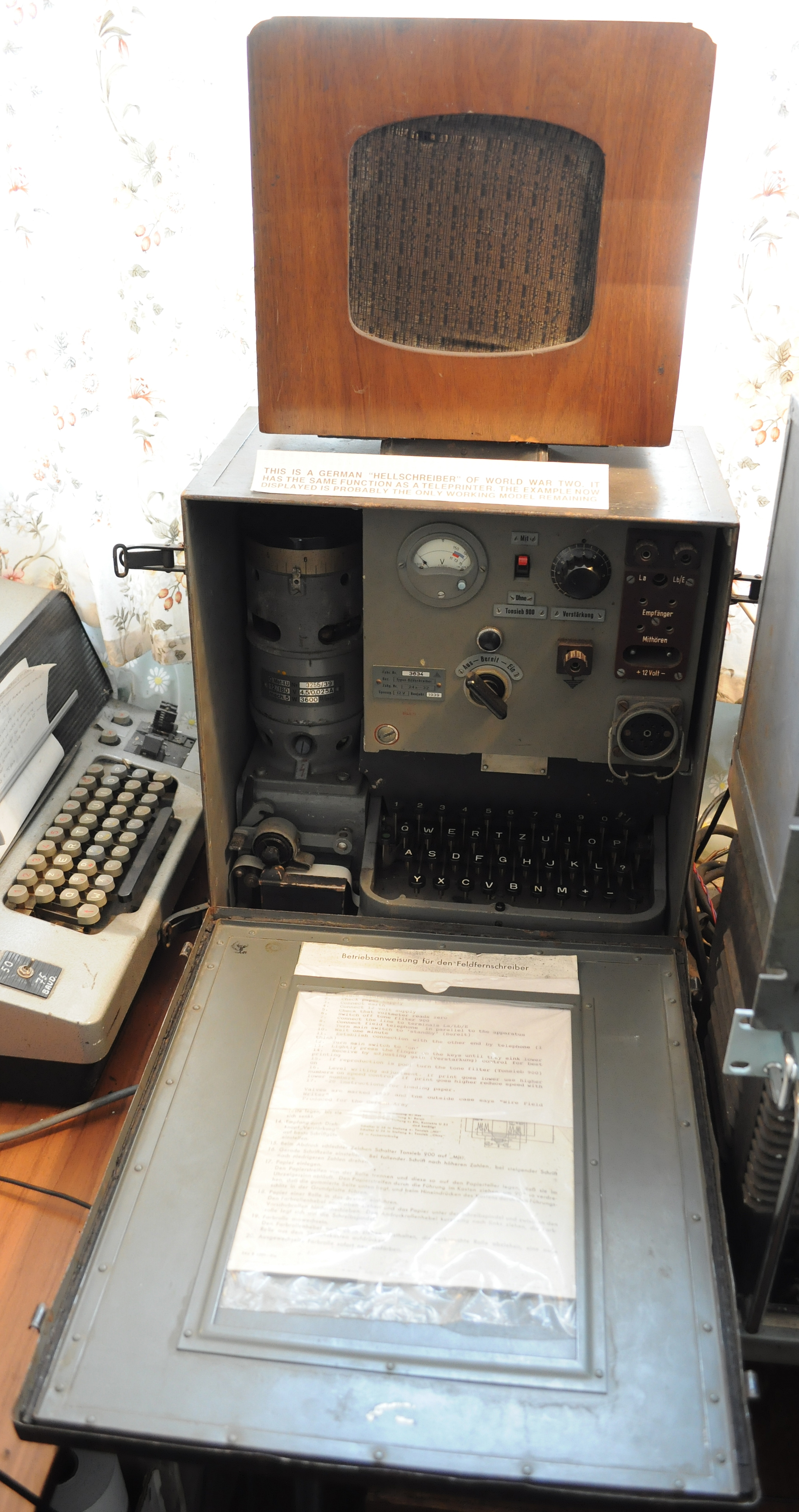
Hellschreiber exposat a Bletchley Park, Regne Unit (març de 2010)
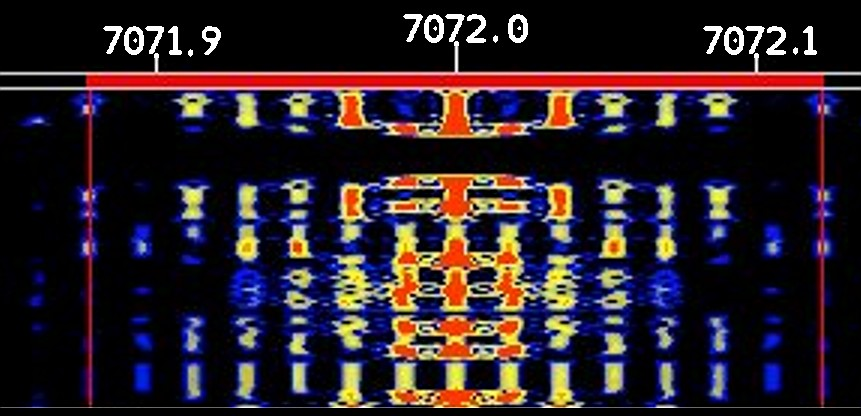
Espectrograma d'una transmissió Feld-Hell centrada en 7072 kHz (a ~200 Hz d'amplada de banda)
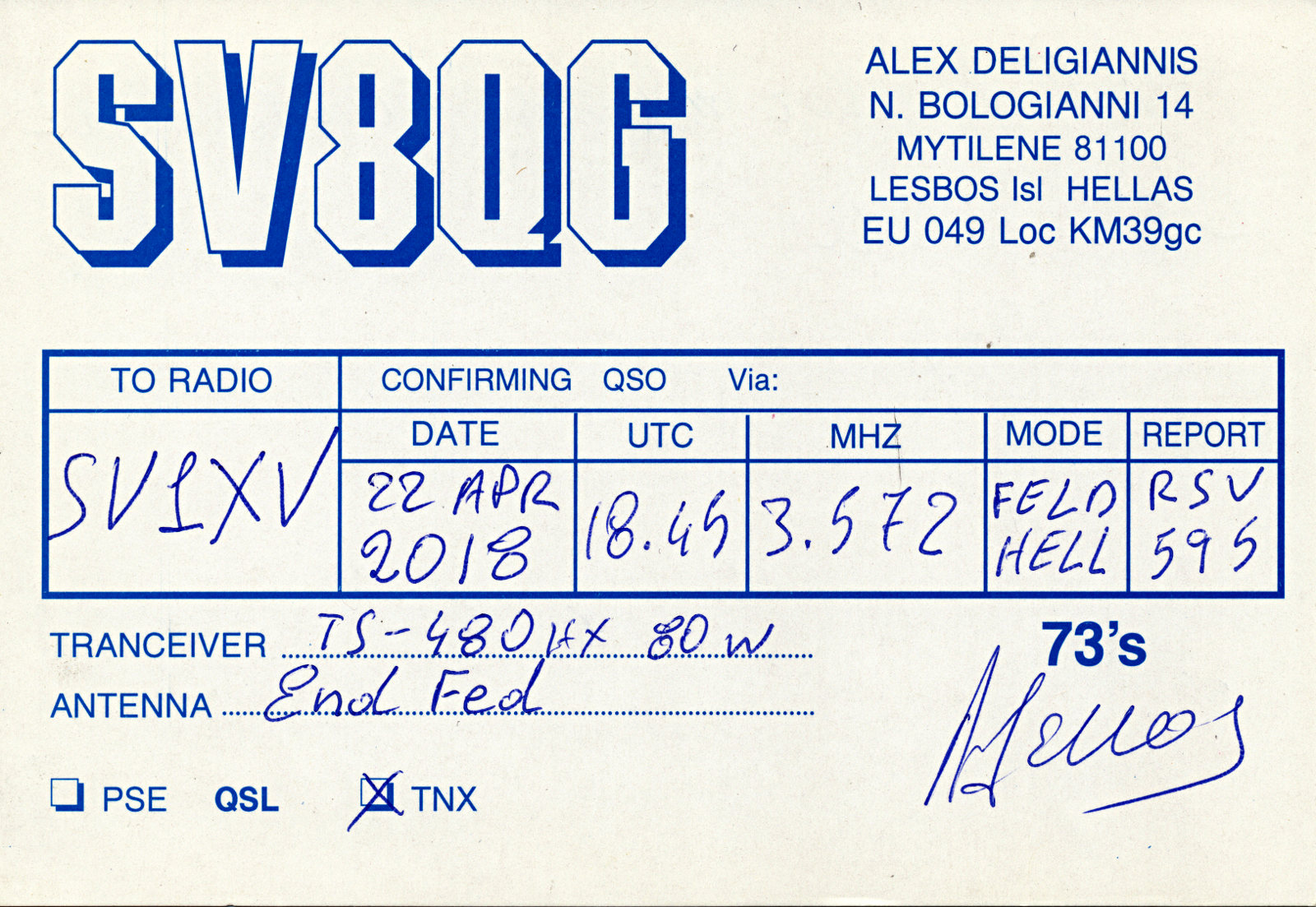
Targeta QSL que confirma un contacte amb FeldHell de ràdio amateur (2018)